# Aspidostemon reticulatus
Aspidostemon reticulatus är en lagerväxtart som beskrevs av Van der Werff. Aspidostemon reticulatus ingår i släktet Aspidostemon och familjen lagerväxter. Inga underarter finns listade i Catalogue of Life.